# Sárgástönkű kígyógomba
A sárgástönkű kígyógomba (Mycena renati) a kígyógombafélék családjába tartozó, Eurázsiában, Észak-Afrikában és Észak-Amerikában honos, lombos fák korhadó törzsén, ágain élő, nem ehető gombafaj. 

## Megjelenése
A sárgástönkű kígyógomba kalapja 1-2,5 cm széles, alakja kezdetben kúpos, majd tojás vagy harang formájú, végül domborúvá terül ki, közepén kis púppal. Széle bordázott, felülete csupasz. Színe fiatalon sárgásbarna, széle barnásokkeres; idősebben rózsásbarna lesz, végül krémszínűre kifakul és csak a közepe marad rózsásbarnás.
Húsa nagyon vékony, puha, vizenyős; színe fehéres. Szaga nem jellegzetes vagy enyhén salétromos; íze nem jellegzetes. 
16-20 széles lemeze kis foggal tönkre lefutó. Színük fiatalon fehér, idősen rózsás árnyalatúak.
Tönkje 4-5 cm magas és 0,2-0,5 cm vastag. Alakja hengeres, lefelé vékonyodó, belül üreges. Színe aranysárga, idővel a tövétől kezdve bebarnul. Felülete sima, fényes, alján szöszös, szálas. Többnyire csoportosan nő.
Spórapora fehér. Spórája széles gyümölcsmag alakú, amiloid, mérete 8-10,2 x 4,9-6 µm.

### Hasonló fajok
A cifra kígyógombával téveszthető össze.

## Elterjedése és termőhelye
Európában, Nyugat-Ázsiában, Észak-Afrikában és Észak-Amerikában honos. Magyarországon nem ritka.
Lomberdőkben, főleg bükkösökben található meg, korhadó faanyagon. Májustól novemberig terem. 

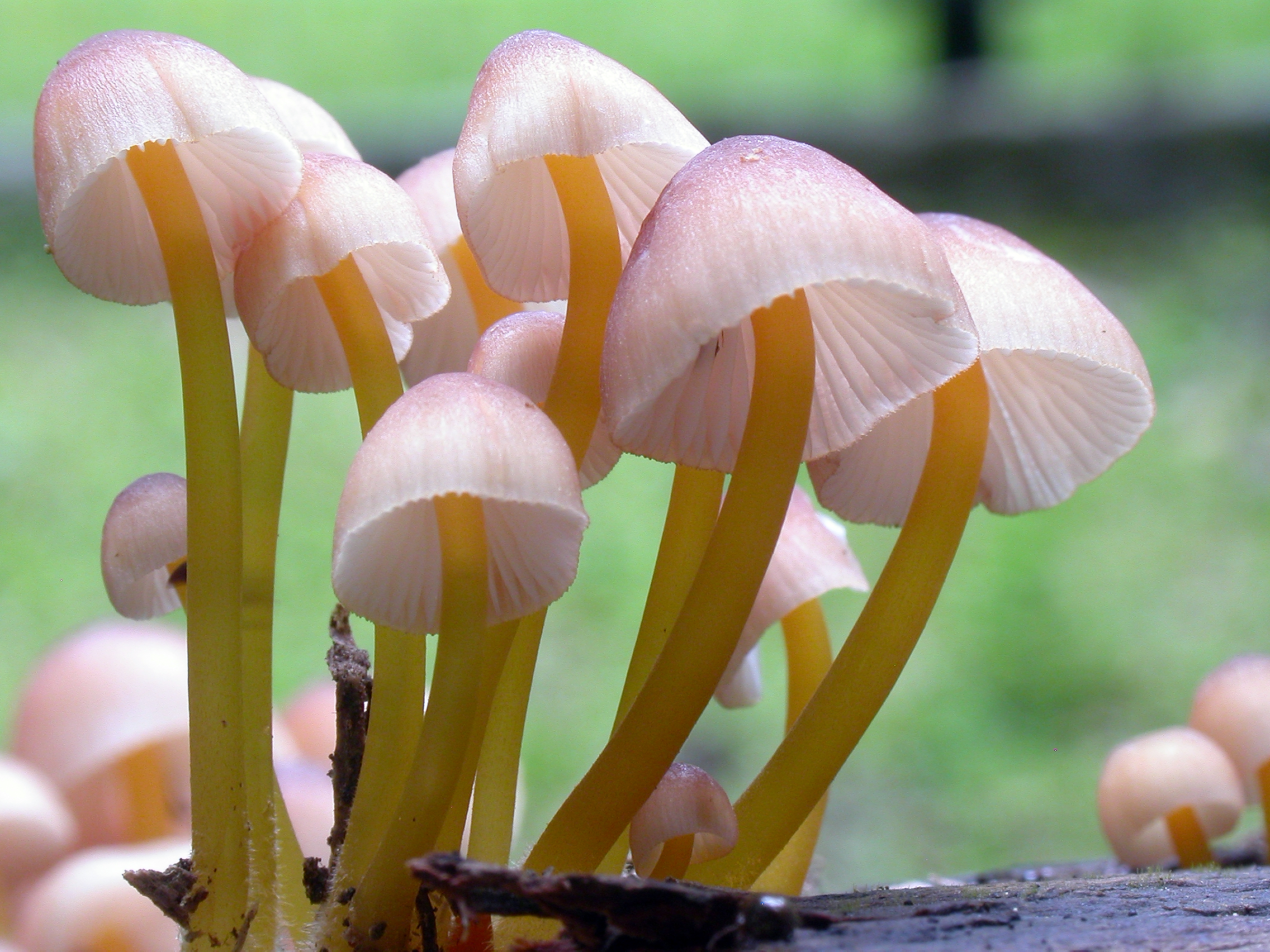
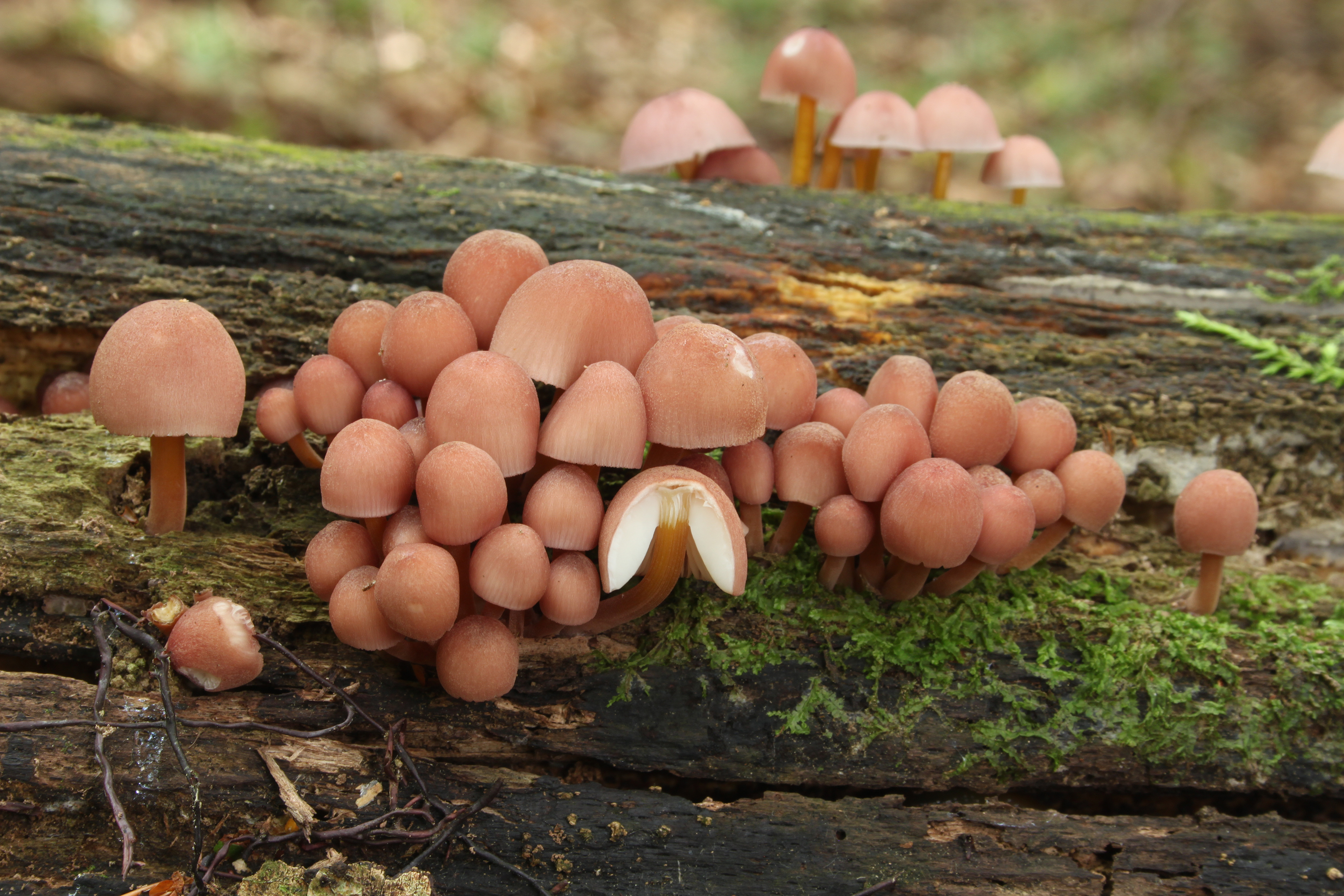
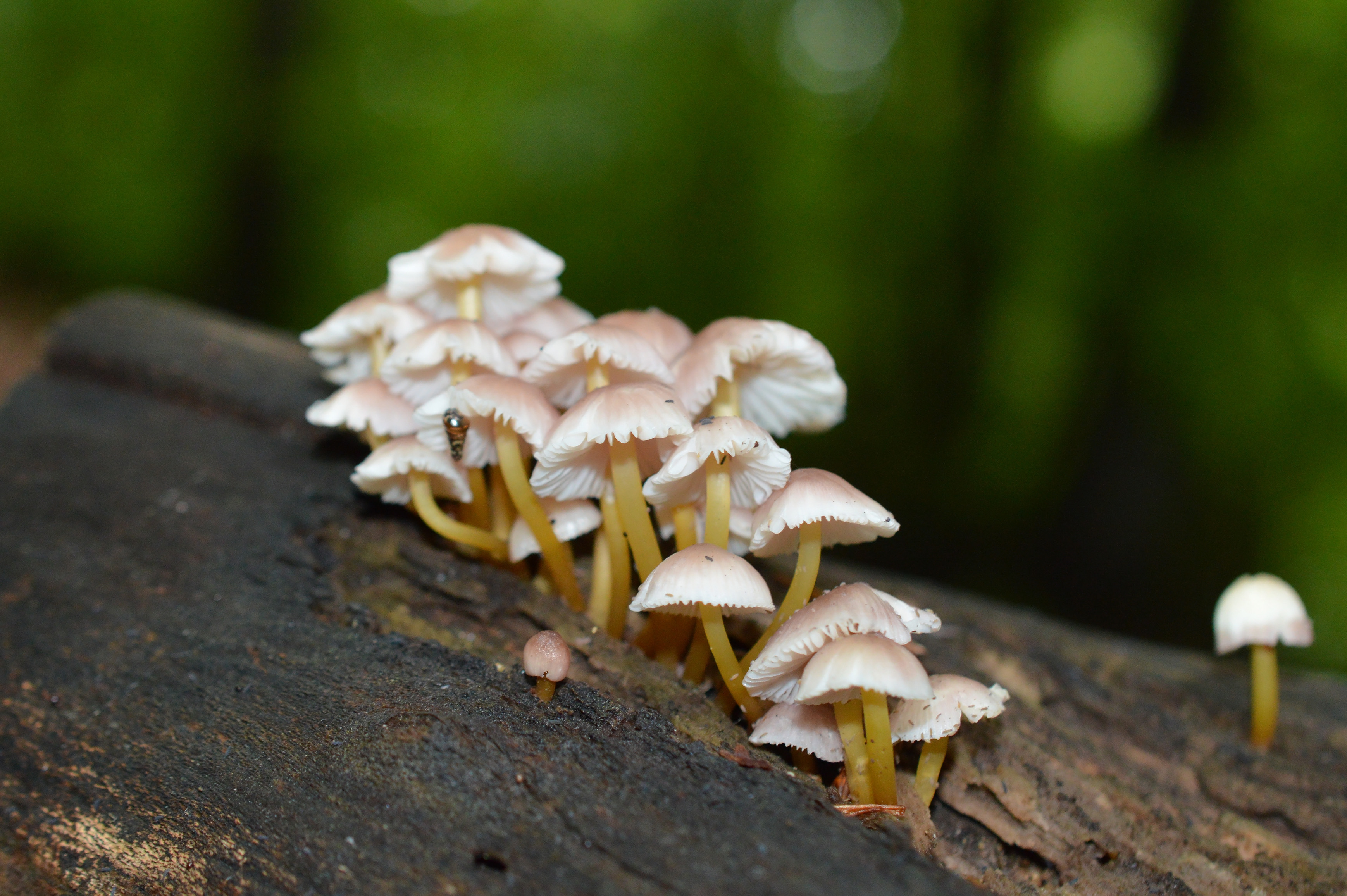
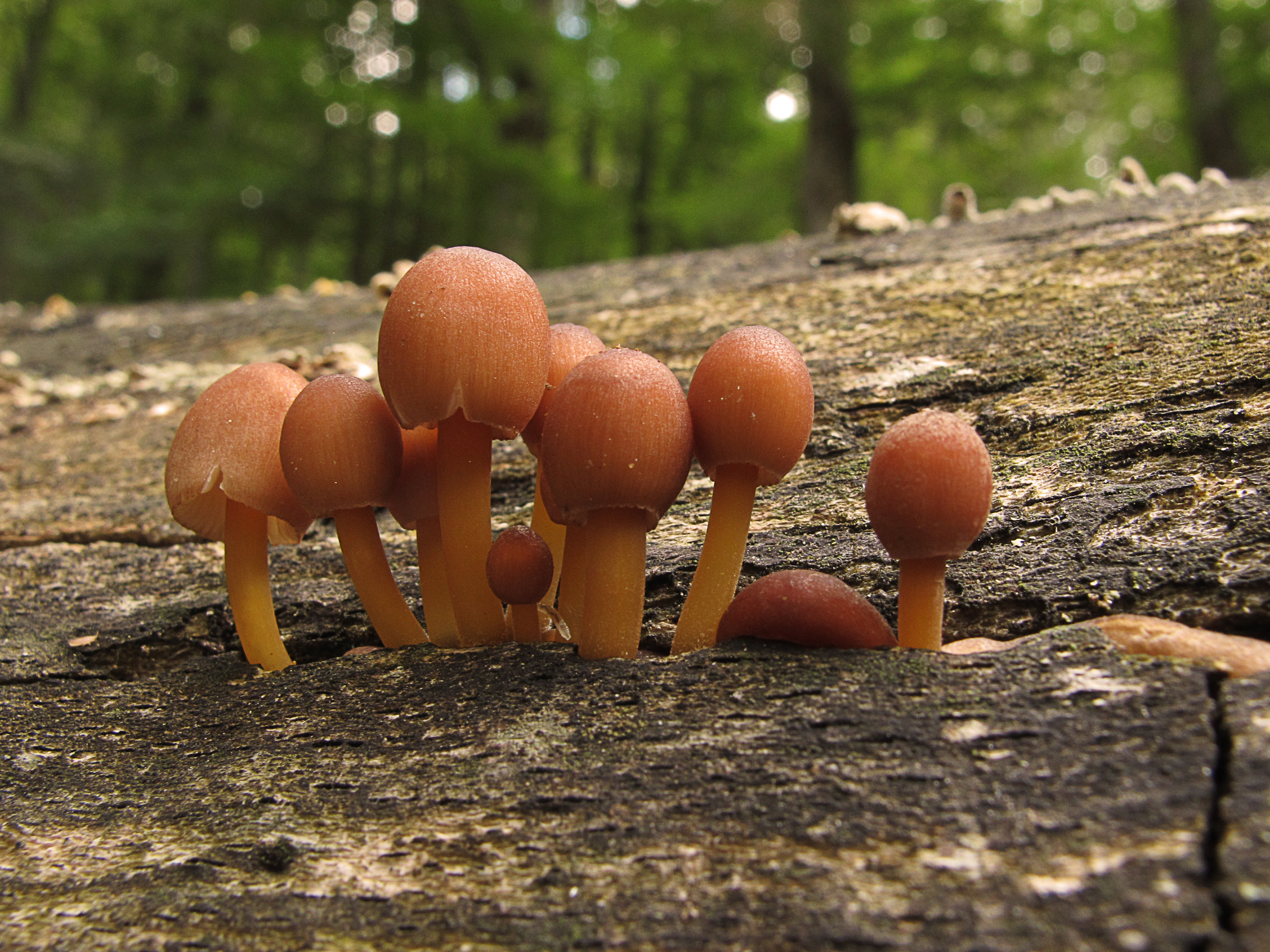
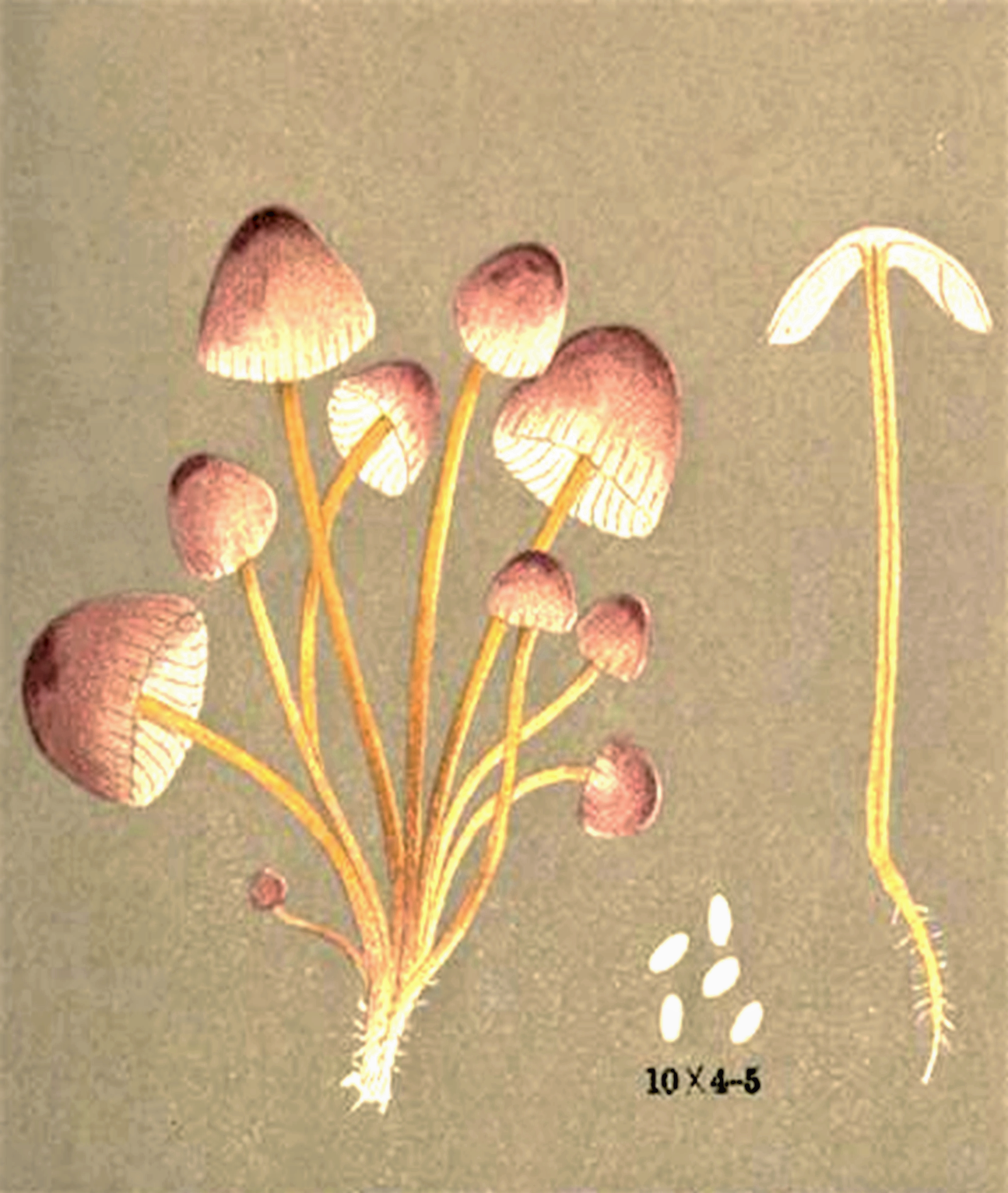

Nem ehető.    